# Wu Peifu
Wu Peifu, född 22 april 1874 i Yantai, Shandong, död 4 december 1939 i Peiping, var en kinesisk general och krigsherre som spelade en central roll i kinesisk politik mellan 1916 och 1927. Han var allmänt känd som "jademarskalken".
Wu föddes i Shandong-provinsen och fick inledningsvis en traditionell kinesisk utbildning, men han gick senare med i militärakademin i Baoding (保定軍校) och inledde en militär karriär. Wu gick med i Yuan Shikais Beiyang-armé och i samband med att Yuan Shikai blev Republiken Kinas president efter att Qingdynastin störtats  i Xinhairevolutionen 1912 fick armén en viktig politisk betydelse.
Efter Yuans plötsliga död 1916 splittrades Beiyang-armén i olika fraktioner som fick starkt regionalt inflytande i Kina. De tre viktigaste fraktionerna var Duan Qiruis Anhui-klick, Zhang Zuolins Fengtian-klick och Feng Guozhangs Zhili-klick, och Wu Peifu sällade sig till Fengs grupp som hade sin bas i norra Kina.
Efter Fengs död 1919 framstod Wu som en av de viktigaste krigsherrarna i Kina och hans välde sträckte sig från Norra Kina ned mot Hubei-provinsen. Mellan 1922 och 1924 kontrollerade han Republiken Kinas regering i Peking. Hans liberala politiska program och strävan att återförena Kina på fredlig väg gjorde honom till en farlig rival till Sun Yat-sens nationalistiska regering i Guangzhou. Wu Peifu gjorde sig också ökänd som en motståndare till den spirande kinesiska arbetarrörelsen och den 7 februari 1923 anställde han en massaker på strejkande järnvägsarbetare och kommunister i Changxindian utanför Peking.
I oktober 1924 förråddes han av Feng Yuxiang i "Peking-kuppen" och han störtades slutligen från sin maktställning i samband med Chiang Kai-sheks Norra expedition som enade Kina 1928.
Wu levde ett tillbakadraget liv efter sitt fall från makten och under andra sino-japanska kriget försökte den japanska regeringen förmå honom att leda en marionettregim i Kina, något som han vägrade att ställa upp på.